# Noel Barber
Noel Barber (Hessle, 1909. szeptember 9. – London, 1988. július 10.) brit regényíró és újságíró volt. Egzotikus országokban játszódó regényei közül sok a Daily Mail vezető külföldi tudósítójaként szerzett tapasztalatairól szól. John Barber és dán felesége, Musse fia, és két testvére volt: Kenneth, bankár, és Anthony Barber politikus.
Leginkább Marokkóból tudósított, ahol ötször szúrták meg. 1956 októberében Barber túlélte, hogy a magyar forradalom idején egy szovjet őrszem fejbe lőtte Magyarországon. Egy autóbaleset vetett véget újságírói karrierjének. Ezután kezdett regényeket írni: hetvenes éveiben első regényével, a Tanamera cíművel bestseller író lett.

## Regények
- Tanamera: A Novel of Singapore (1981)
- A Farewell to France (1983)
- A Woman of Cairo (1984) Published in the United States as Sakkara (1985)
- The Other Side of Paradise (1986)
- The Weeping and the Laughter (1988)
- The Daughters of the Prince (1990)

## Non-fiction
- How Strong is Japan? (1942)
- How Strong is America? (1942)
- Trans-Siberian (1942)
- Prisoner of War (1944)
- Cities (1951) (with Rupert Croft-Cooke(wd))[4]
- Fires of Spring (1952)
- Strangers in the Sun (1955)
- A Handful of Ashes: A Personal Testament of the Battle of Budapest (1957)
- The White Desert (1958)
- Distant Places (1959)
- The Flight of the Dalai Lama (1960)
- Life with Titina (1961)
- Adventures At Both Poles (1963)
- Conversations with Painters (1964)
- The Black Hole of Calcutta (1965)
- Let's Visit the USA (1967)
- Sinister Twilight: The Fall And Rise Again of Singapore (1968)
- From the Land of Lost Content (1969)
- The War of the Running Dogs: How Malaya Defeated the Communist Guerrillas, 1948-60 (1971)
- The Sultans (1973)
- Lords of the Golden Horn: From Suleiman the Magnificent to Kamal Ataturk (1973)
- Seven Days of Freedom: Hungarian Uprising, 1956 (1974)
- The Week France Fell: June 10–16, 1940 (1976)
- The Natives Were Friendly So We Stayed the Night (1977)
- The Singapore Story (1978)
- Fall of Shanghai: Communist Takeover in 1949 (1979)

## Magyarul
- Az éden másik arca (The other side of paradise) – Fabula, Budapest, 1992 · ISBN 9637885846 · Fordította: Hajdu Gábor
- A kairói nő (A woman of Cairo) – Ulpius-ház, Budapest, 2007 · ISBN 9789632540320 · Fordította: Botos Zsuzsa
- Tanamera – Ulpius-ház, Budapest, 2008 · ISBN 9789632541860 · Fordította: Botos Zsuzsa, Gazdag Diána

## Adaptációk
A Tanamera-t 1989-ben forgatták televíziós sorozatként Tanamera – Lion of Singapore (Tanamera – Szingapúr oroszlánja) címmel, míg a The Other Side of Paradise-ból 1992-ben.

## Fordítás
Ez a szócikk részben vagy egészben  a   Noel Barber című angol Wikipédia-szócikk fordításán alapul.  Az eredeti cikk szerkesztőit annak laptörténete sorolja fel. Ez a jelzés csupán a megfogalmazás eredetét és a szerzői jogokat jelzi, nem szolgál a cikkben szereplő információk forrásmegjelöléseként.